# 岐阜バスコミュニティ八幡

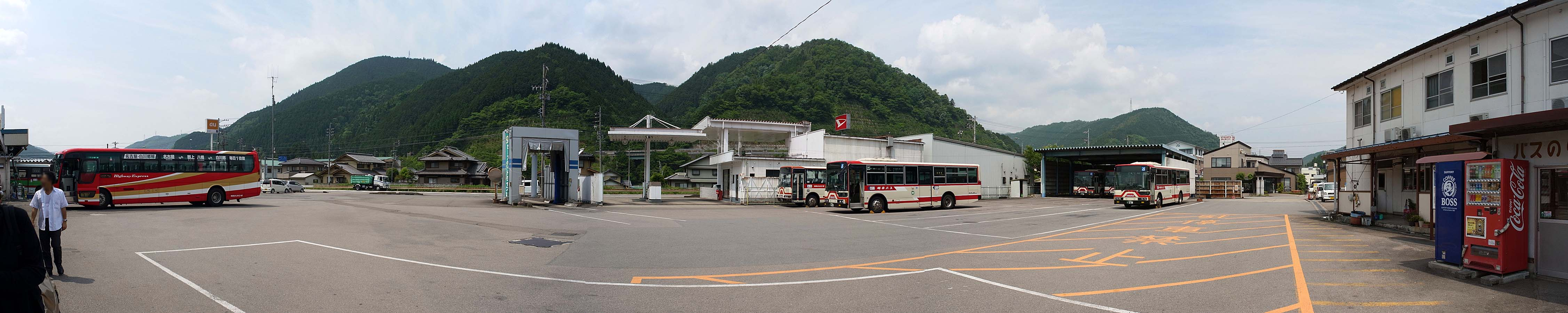
岐阜バス 八幡営業所

株式会社岐阜バスコミュニティ八幡（ぎふバスコミュニティはちまん）は、かつて岐阜県郡上市に本社を置いていた路線バス事業者。岐阜乗合自動車（岐阜バス）の子会社であった。

## 歴史
- 2001年8月　岐阜バス八幡営業所を分社化して誕生。同営業所の路線の受託運行を行う。
- 2002年10月　ジェイアール東海バスの美濃白鳥地区からの撤退に伴い、白鳥町から受託運行していた白鳥町自主運行バスの運行を引き継ぐ。
- 時期不明　郡上市自主運行バスのうち、まめバスの運行を開始。
- 2010年9月　同月限りで岐阜バスから運行を受託していた荘川八幡線・美濃八幡線を廃止。
- 時期不明　白鳥町自主運行バスを濃飛西濃運輸へ移管。
- 2012年4月　まめバスの運行を郡上タクシーに移管。
- 2012年9月　同月限りで一般路線バスを八幡観光バス・白鳥交通に、高速バスを岐阜バスにそれぞれ譲渡して郡上市での事業から撤退。

一般路線バス・高速バスの全路線でICカード乗車券ayucaが利用できた。

## 運行路線
高速八幡名古屋線
名鉄バスセンター - 高速各務原 - 高速関 - 高速美濃 - 高速郡上美並 - 郡上大橋 - 八幡新栄町 - 郡上高校前 - 郡上八幡城下町プラザ - 郡上総合庁舎 - 八幡営業所（現：五町神明公園）
- 2000年（平成12年）7月22日に運行を開始、2012年（平成24年）9月限りで廃止。
- 後述の高速白川郷線の間合い便として運行されていた。

高速白川郷線
名鉄バスセンター - 高速各務原 - 高速関 - 郡上八幡城下町プラザ - 高速ひるがの - 桜の郷荘川 - 牧戸 - 平瀬温泉 - 白川郷（小呂） - 鳩ヶ谷（役場前）
- 冬季（12月 - 翌年3月）とそれ以外では運行ルートに一部変更があった。
- 岐阜バスコミュニティ八幡の撤退に伴い、岐阜バスに路線を譲渡した。
- 現在の担当営業所は岐阜バス美濃営業所。

高速八幡線
岐阜バスからの受託運行だった。詳細は当該項を参照。

## 一般路線バス
2012年9月限りでの運行撤退に伴い、明宝線と和良線は郡上市の事業者・八幡観光バスに、八幡白鳥線は白鳥交通にそれぞれ引き継がれて運行を継続している。これに伴い、岐阜バスコミュニティ八幡に所属していた車両の一部が八幡観光バスに転籍している。

### 岐阜バスコミュニティ八幡直営の路線
和良線
郡上八幡駅 ← 郡上市民病院 - 八幡営業所（現：五町神明公園） - 郡上八幡城下町プラザ - 郡上高校 - 安久田口 - 美山 - 三庫 - 鹿倉口 - 和良 - 土京口 - 方須下 - 祖師野上
方須下 → 土京口 → 和良 → 鹿倉口 → 三庫 → 美山 → 安久田口 → 八幡新栄町 → 郡上八幡駅
- 平日の郡上八幡駅行きの1便目は、八幡新栄町経由となっており、休校日は運休していた。

明宝線
郡上八幡駅 ← 郡上市民病院 - 八幡営業所（現：五町神明公園） - 郡上八幡城下町プラザ - 郡上高校 - 初納団地 - 吉田 - 初納 - 下津原 - 小久須見 - 明宝磨墨公園（現：明宝道の駅） - 明宝コミュニティセンター（現：明宝庁舎） - 畑佐 - 奥住公民館 - 郡上明山
- 廃止2年前の2010年9月までは、郡上明山から先の明宝温泉まで路線が伸びており、冬季以外の明宝温泉営業日に一部の便が明宝温泉行きとして運行していた。

### 岐阜乗合自動車管理委託路線
美濃八幡線（2010年9月廃止）
美濃市駅 - 米屋町 -（美濃病院） - 美濃市役所 - 道の駅美濃にわか茶屋 - 上曽代 - 洲原神社 - 八坂 - 郡南中学校 - 苅安 - 深戸駅 - 郡上温泉鍾乳洞前（現：ホテル郡上八幡） - 郡上八幡駅 - 郡上高校 - 城山トンネル - 郡上八幡城下町プラザ - 八幡営業所（現：五町神明公園）
- かつては岐阜八幡線（行先番号：B88）としてJR・名鉄岐阜から直通で運行されていたが、廃止2年前の2008年10月から美濃市駅で路線が分断された。ただし実態としては一旦運賃精算と時間調整を行った後そのまま同じ車両と運転手で直通する形であった。
- 美濃病院と段町は一部の便が経由していた。

八幡白鳥線
郡上八幡駅 - 郡上高校 - 城山トンネル - 郡上八幡城下町プラザ - 八幡営業所（現：五町神明公園） - 郡上八幡自然園 - 河辺 - 郡上徳永 - 郡上市大和庁舎 - （大和温泉） - 万場口 - 中津屋 - 大中駅 - 郡上大島 - 郡上市白鳥庁舎 - 郡上白鳥
- 土・休日の1日1往復のみ大和温泉を経由していた。

荘川八幡線 (2010年9月廃止)
郡上八幡駅 - 郡上高校 - 城山トンネル - 郡上八幡城下町プラザ - 八幡営業所（現：五町神明公園） - 郡上八幡自然園 - 河辺 - 郡上徳永 - 郡上市大和庁舎 - 万場口 - 中津屋 - 大中駅 - 郡上大島 - 郡上市白鳥庁舎 - 郡上白鳥 - 赤瀬橋 - 二日町駅 - 長滝神社 - 北濃 - 前谷 - 高鷲商工会館 - 湯の平温泉 - 道の駅大日岳 - 分水嶺公園 - ひるがの高原 - ひるがのスキー場 - 御手洗 - 牧戸 - 桜の郷荘川